# Marina del Rey
Marina del Rey é uma comunidade litorânea não incorporada no Condado de Los Angeles, Califórnia, com um porto de mesmo nome que é um importante destino de passeios de barco e recreação aquática na zona metropolitana de Los Angeles.
O porto abriga aproximadamente 5.000 barcos. A área é um destino turístico popular para atividades terrestres e aquáticas, como aluguel de pranchas e caiaques, cruzeiros gastronômicos e aluguel de iates. As atividades terrestres incluem ciclismo em várias ciclovias, trilhas para caminhada ao longo da orla e observação de pássaros (birding). Este local da zona oeste de Los Angeles fica a aproximadamente 4 milhas (6,4 km) ao sul de Santa Monica, 4 milhas (6,4 km) ao norte do Aeroporto Internacional de Los Angeles e 12,5 milhas (20,1 km) a oeste-sudoeste do centro de Los Angeles.

## Demografia
Segundo o censo americano de 2000, a sua população era de 8176 habitantes.

## Geografia

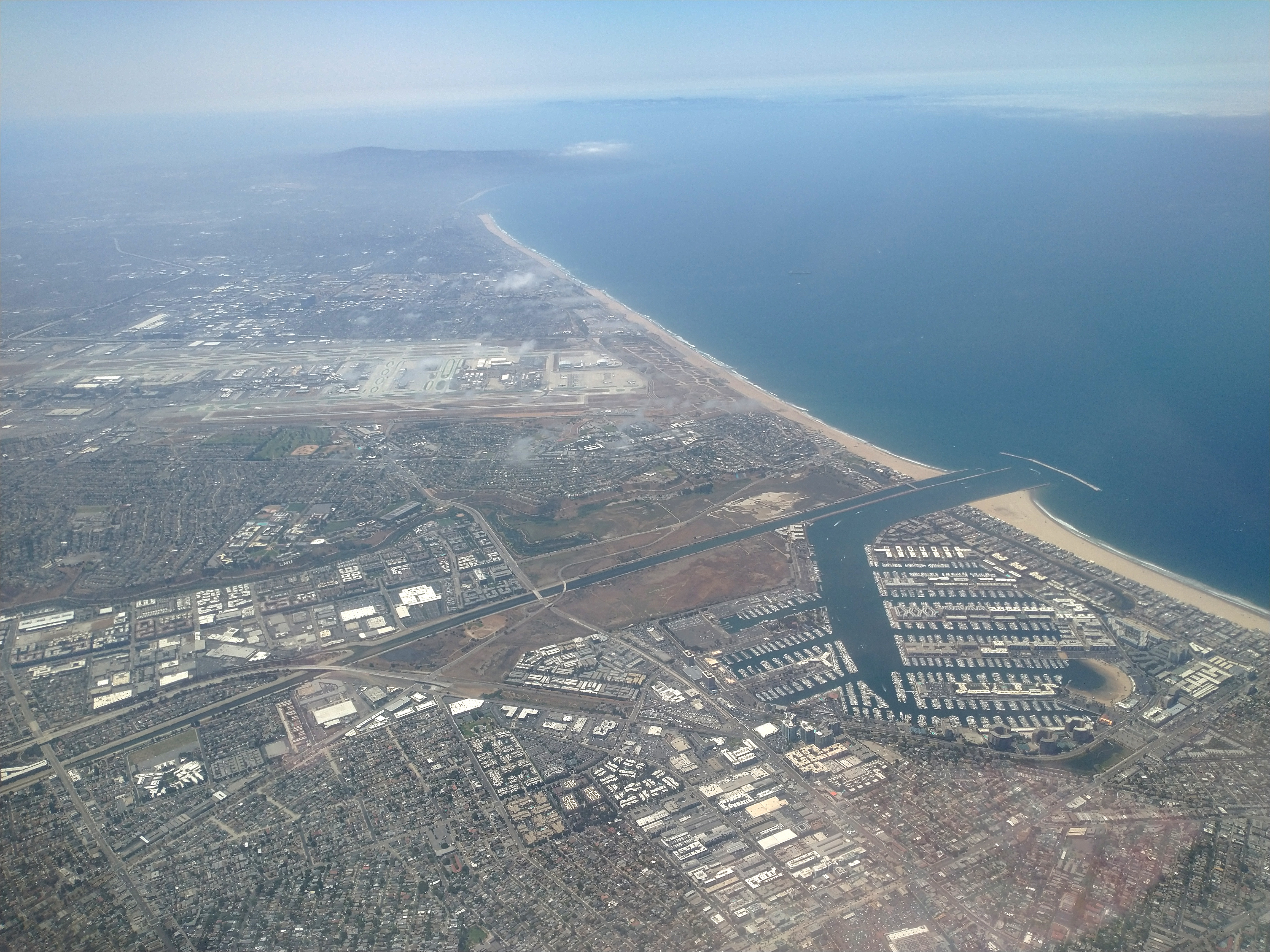
Vista aérea de Marina del Rey, com o Aeroporto Internacional de Los Angeles e a Península de Palos Verdes ao fundo.

De acordo com o United States Census Bureau tem uma área de 3,8 km², dos quais 2,3 km² cobertos por terra e 1,5 km² cobertos por água.

## Localidades na vizinhança
O diagrama seguinte representa as localidades num raio de 16 km ao redor de Marina del Rey.